# バイオハザード3 LAST ESCAPE
『バイオハザード3 LAST ESCAPE』（バイオハザードスリー ラストエスケープ、英: BIOHAZARD 3 LAST ESCAPE）は1999年にカプコンよりPlayStation用として発売されたアクションアドベンチャーゲーム。『バイオハザードシリーズ』の第3作である。

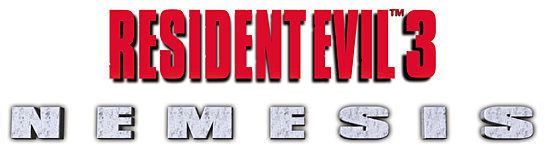
海外版のロゴ

欧米では『Resident Evil 3: Nemesis』（レジデント イービル3 ネメシス）として発売された。旧年齢区分18歳以上対象から新区分D（17歳以上対象）となった。
主人公ジル・バレンタインの視点から、1998年発売の前作『バイオハザード2』とほぼ同一時間帯に起きた出来事（前作は9月29日-9月30日、本作は9月28日-10月1日）が描かれている。また、後にPlayStation 2用として発売された『バイオハザード アウトブレイク』シリーズともつながりが深い。
PlayStation用として発売されたバイオハザードシリーズとしては、最後の作品でもある。
2020年4月3日には本作のリメイク版『バイオハザード RE:3』（バイオハザードアールイースリー、BIOHAZARD RE:3、英題：Resident Evil 3）が発売された。

## 概要
プレイヤーはジル・バレンタインとカルロス・オリヴェイラを操作し、クリーチャーたちと謎の追跡者ネメシスから逃れつつ、困難を乗り越えながらラクーンシティからの脱出を目的とする。また、本作においては「弾薬生成システム」 や「緊急回避」、後ろを振り向く「クイックターン」、そして制限時間内に自身の危機への対処法を求める「ライブセレクション」といった新要素が導入された。さらに、主人公が階段で移動する際の演出も変更されたことに加え、AIの改善により、敵キャラクターが自由に階段を昇降しながら襲撃してくる。

### 回避行動
本作では敵の攻撃を受ける直前に武器を構えるか攻撃動作をとると、緊急回避が発動する。緊急回避アクションは4種類あり、敵や状況によってどのアクションになるかが変化する。
ステップ
横や後ろに素早く移動して回避する最も基本的な緊急回避アクション。ただし、壁や障害物に引っ掛かって距離を縮められると失敗して攻撃を受けてしまう。
しゃがみ
素早くしゃがんで回避する。追跡者のパンチなど打点の高い攻撃に対して発動。
ローリング
敵の攻撃を躱すように床に転がり、中腰の姿勢で武器を構える。中腰の構えはハンドガンに限り、連射力が早くなりリロード時間が短縮される。ハンターβなど素早く強力な敵に対して発動。
タックル
タックルをして怯ませる。主にゾンビの組みつきに対して発動。

### 新要素
ライブセレクション
プレイ中に選択肢が現われ、その解答によってシナリオが変化する。解答までの間にも敵はリアルタイムで接近し続けており、どちらも選ばずにいると強制的に過酷な方へシナリオが進むことになる。
攻撃オブジェクト
本作には燃料ドラム缶、爆薬箱、建築資材、高温スチームパイプや液化窒素パイプ、倒れかけの電灯、処理液排出コックなど、攻撃を与えると爆発したり仕掛けが作動したりするオブジェクトが存在し、それらを利用することによって敵を倒せる。爆発物系2種は、基本的に強敵が現れるフロアや多数の敵が出てくるフロアに配置されていることが多い。その他の攻撃オブジェクトは、特定のフロア1箇所のみに配置されている。なお、一部を除いて攻撃オブジェクトの攻撃判定はプレイヤーにも有効となっており、近距離だとダメージを受けてしまう。
ゲームを1回クリアすると、メニューからおまけゲーム『THE MERCENARIES OPERATION MAD JACKAL』がプレイ可能になる（DC版はクリアしなくてもプレイ可能）。これは本編中に出てきた傭兵3人（カルロス、ニコライ、ミハイル）から1人を選び、制限時間内にクリーチャーの排除や生存者の救出などの任務をこなしつつ目的地へ到着することを目的としており、その過程の成績によって与えられる報酬を支払って購入できる弾数無限の武器は、本編で使用可能になる。その他のおまけ要素としては、本編クリア時のランクに応じてコスチュームが入手でき、デフォルトを含めて最大6種類（DC版は8種類）の中から好きなコスチュームでプレイできる。そして、クリアするたびに追加されていく「EPILOGUE FILES」がある。ここでは今までのシリーズに登場したジル、クリス、バリー、レオン、クレア、シェリー、エイダ、ハンクの8人の後日談が語られる。すべてを出現させると、スタッフからのメッセージが表示される。

## ストーリー
1998年7月25日、アメリカ中西部の街「ラクーンシティ」で発生したバイオハザード「洋館事件」は、ラクーン市警「R.P.D.」に所属する特殊部隊「S.T.A.R.S.」の介入によって解決された。その後、生き残ったクリス・レッドフィールドやジル・バレンタインら隊員たちは事件の元凶たる製薬会社「アンブレラ」の悪行を暴こうと活動を続けていた。しかしながら、ラクーンシティがアンブレラの実質上の支配下にあったうえ、R.P.D.も含めて強い癒着関係にあったことから、クリスたちの話す生物兵器の存在は一笑に付され、真相が世間に公表されることはなかった。クリスたちはR.P.D.に見切りをつけると独自の捜査を行うために長期休暇と偽り、クリスら数人はアンブレラの本社が存在するヨーロッパへ旅立った。
一方、ジルだけは市内に隠された研究所を調査しようと残留していたが、洋館事件発生から2か月後の9月28日、アンブレラの内乱によって地下研究施設から流出した生物兵器「t-ウィルス」が市内全域に蔓延し、それによって発生した大規模なバイオハザードに巻き込まれてしまう。交通網や連絡網が断たれたうえにR.P.D.も壊滅し、市民が次々とゾンビ化していく中、ジルは地獄と化した市内からの脱出を試みる。
しかし、アンブレラは洋館事件の証人であるS.T.A.R.S.を抹殺するため、新型の生物兵器「追跡者」を市内に送り込んでいた。ジルは追跡者から逃れるため、同じく市内からの脱出を試みるカルロス・オリヴェイラらアンブレラの傭兵部隊「U.B.C.S」と心ならずも協力しつつ、奔走する。
U.B.C.S.も次々と犠牲者を出し、カルロスだけとなりながらも脱出の拠点である時計塔へどうにかたどり着き、迎えのヘリコプターを呼び出すが、そこへ追跡者が現れてヘリを撃墜したうえ、応戦したジルは負傷してt-ウィルスに感染させられてしまう。カルロスは病院へ赴き、ワクチンを入手してジルの命を救う。
再びジルとカルロスは脱出に動くが、そこへ死亡したと思われていたU.B.C.S.隊員ニコライ・ジノビエフが現れ、自身がバイオハザードの最中に発生した怪物たちを調査するという密命を受けた「監視員」であり、U.B.C.S.が怪物たちとの戦闘データを取るために送り込まれた生贄であったことを告げる。さらには、感染拡大を恐れたアメリカ合衆国議会がミサイル攻撃によってラクーンシティを消滅させる「滅菌計画」を進めているという、最悪の事態が発覚する。脱出手段を模索しながら生物兵器処理施設にたどり着いたジルとカルロスのもとにはまたもやニコライが現れ、ジルを報酬目当てに始末しようとするが、彼女との口論の最中に天井の通気孔から突如現れた追跡者の触手に貫かれ、死亡する。
処理が始まろうとする施設内でジルは追跡者と交戦し、これを倒す。ジルが処理場を脱出すると処理が始まり、様々な死体と共に追跡者も特殊な処理液へ沈められる。ようやく脱出ハッチのある場所にたどり着いたジルのもとへカルロスから「ヘリ（ニコライが脱出用に用意していたヘリ）を発見した」と無線が入り、ジルは彼のもとへ向かうが、その途中にたび重なる交戦と処理液による分解でもはや原型を留めない姿と化した追跡者が現れ、ジルの前に立ちはだかる。ジルは死闘の末、その場に残されていた巨大レールキャノン「パラケルススの魔剣」を発射して追跡者を完全に撃破し、カルロスと共にヘリに乗って脱出に成功する。
まもなく、ヘリと入れ替わるように彼方からミサイルが飛来し、ラクーンシティを巨大な炎で包み込む。その凄惨な光景を見つめながら、ジルはアンブレラへの反撃の決意を固めるのだった。

## 登場人物

### 主人公
ジル・バレンタイン（Jill Valentine）
本作の主人公。23歳。身長166cm、体重49kg。
ラクーン市警の特殊部隊S.T.A.R.S.隊員で、『1』における「洋館事件」の生き残り。
共に生き残った他のメンバーがアンブレラの実態調査のためにヨーロッパ各地へ散った後、自らはラクーンシティに残って調査を続けていた。市内のバイオハザードに巻き込まれ、脱出を決意する。
軽い身のこなしと高い戦闘能力で常人離れした生存能力を備える。また、S.T.A.R.S.のバックアップ要員であったため、爆発物処理や開錠術などにも長けている。作中でネメシスによってT-ウイルスに感染させられるが、カルロスの尽力で投与されたワクチンによって無事に発症は防がれ、彼と共にラクーンシティからの脱出を果たす。

### U.B.C.S.（アンブレラ・バイオハザード対策部隊）
カルロス・オリヴェイラ（Carlos Oliveira）
U.B.C.S.・D小隊A分隊所属の傭兵で、部隊内の階級は伍長。
年齢は21歳。身長182cm、体重83kg。O型。ブラジル出身。インディオの血を引いている。
年齢はU.B.C.S.のメンバーではかなり若手の部類に入り、それゆえに若さゆえの弱さがあり、仲間の死や絶望的な状況で取り乱す部分がある。
幼少期からゲリラとして活動しており、南米某国で反政府共産ゲリラとして活動していたが、政府軍に組織が掃討された後、アンブレラ社からスカウトされて入隊した。
後にジルと出会い、ラクーンシティからの脱出に協力し合うこととなる。なお、過去の自分を捨てるために名前を変えており、現在のカルロスという名前も偽名である。また顔も整形したと思われるフシがある。
『THE MERCENARIES OPERATION MAD JACKAL』ではアサルトライフル・EAGLE6.0と連射性の高い武器の他に、ハンドガンの弾と調合したハーブ（緑+青+赤）を3つ所持。救出ボーナスは、ハンドガンの弾と救急スプレーのため、実質的に回復アイテムが最も多い。ただし、アサルトライフルの弾は入手できない。
ミハイル・ヴィクトール（Mikhail Victor）
U.B.C.S.・D小隊隊長。階級は大尉。45歳。身長は178cm、体重は98kg。
現サンクトペテルブルクの出身で、旧ソ連軍の大尉であった。
優れた指揮能力を買われ、ラクーンシティには市民救出を目的として街の中心部に派遣されたが、大勢のゾンビによって短時間で部隊は壊滅し、ニコライと共に路面電車まで逃げ切るものの、自身は重傷を負う。最期は列車に侵入してきた追跡者からジルたちを守るため、追跡者を巻き添えにするために手榴弾で自爆する。
『THE MERCENARIES OPERATION MAD JACKAL』ではショットガン・マグナム・ロケットランチャーと強力な武器の他に、ショットガンの弾・マグナムの弾・調合したハーブ（緑+青+赤）を所持。救出ボーナスは、ショットガンの弾・ショットガンの強化弾・マグナムの弾・救急スプレーと最も種類が多い。
ニコライ・ジノビエフ（Nicholai Ginovaef）
U.B.C.S.・D小隊B分隊隊長。階級は軍曹。35歳。身長187cm、体重102kg。
モスクワの出身で、旧ソ連軍のスペツナズの隊員であった。
実は他の隊員も実態を知らない「監視員」の1人で、生物兵器の有効性の確認やアンブレラの不利になる証拠の隠滅を目的としている。
ラクーンシティには市民救出目的で他の隊員と共に派遣された。ライブセレクションの選択次第では脱出用ヘリコプターに乗ったニコライとの戦闘に突入し、機体に搭載されたガトリングガンやロケットランチャーで攻撃されることとなる。一定時間が経過すると逃亡するが、ヘリの撃墜に成功すると爆発に巻き込まれて死亡する。また、ルートによっては、ジルとの会話中の姿を目撃した追跡者により、彼女の仲間だと誤解されて殺害される。
『THE MERCENARIES OPERATION MAD JACKAL』では、調合したハーブを所持していないが、救急スプレー3つとブルーハーブ1つとハンドガンとナイフを所持（ハンドガンの弾とハンドガンの強化弾は最初から所持していない）。救出ボーナスは、ハンドガンの弾とハンドガンの強化弾のみで回復アイテムは入手できない。そのため、回復アイテムは最初から所持している分しかない。
タイレル・パトリック（Tyrell Patrick）
U.B.C.S.隊員の1人で、A分隊に所属している。
スリナム共和国出身のオランダ移民。
年齢は1998年時で32歳。身長185cm、体重90kg。
大柄めな見た目に加えオレンジ色のサングラスをしている。
実はニコライ同様、「監視員」の1人でもある。
フランス外人部隊所属時に武器密売をしていたという過去を持ち、自らを傭兵コーディネーターに売り込んでU.B.C.S.へ入隊することで放免の特例措置を勝ち得るなど、やり手としての一面を持つ。最後はプレイヤーの行動によって変わるが、どちらのルートでもニコライに殺害されてしまう。
また、『3』では彼の戦闘能力に関する設定が一切なく、単なる金にがめつい小悪党・拝金主義者として描かれている。
マーフィー・シーカー（Murphy Seeker）
U.B.C.S.隊員の1人で、A分隊に所属している。
年齢は1998年時で27歳。身長191cm、体重82kgの大柄な体格をしている。
カルロスの友人で帽子が特徴。アメリカ海兵隊時代から神業的な狙撃技術を持つ。
兄弟を殺害したギャングメンバーとその仲間20名を猟用ライフルで射殺した罪で無期懲役刑に服していたところ、海兵隊時代より優れたマーフィーの神業と評された狙撃技術に目をつけた「U.B.C.S.」の傭兵コーディネーターによってスカウトされ入隊。
ラクーンシティ内の汚染された水を口にしたことからウイルスに感染し、完全にゾンビ化する前に同隊の同僚に殺害される。また、死に様は展開によって変わり、ニコライに一方的に射殺される、もしくは再会したカルロスにゾンビ化する前に殺せと懇願し自ら死を選ぶの2パターンが存在する。

### 市民
ダリオ・ロッソ（Dario Rosso）
ジルが遭遇した唯一の民間人の生存者。
ゾンビに娘を殺害され、脱出に見切りをつけてジルの誘いを断り、コンテナの中に閉じこもるが、周りにゾンビが来たことによる恐怖から逃げようとして扉を開けてしまい、部屋の隅に追いつめられて喰い殺される。
心情を吐露した書き込みのメモによれば小説家になることが夢であったことがわかる。
『THE MERCENARIES OPERATION MAD JACKAL』では、生存者として登場する。救出場所がスタート地点から最も近いが、他の生存者よりも生存時間が最も短い。
『OB』でも名前だけが登場するが、実はラクーンシティの市民ではなく、娘と共に街を訪れていた観光客であったことが判明する。
ルチア・ロッソ（Lucia Rosso）
ジルが遭遇した唯一の異生き残り民間人であったダリオの実娘。
本編には登場しないが、『THE MERCENARIES OPERATION MAD JACKAL』に生存者として登場する。救出場所がダリオに次いでスタート地点から近い割には、生存時間がダリオの4倍強、ブラッドの2倍弱と長めに設定されている。
なお、ダリオの台詞からルチアがゾンビに殺害されたことが明らかになる。
マービン・ブラナー（Marvin Branagh）
R.P.D.の黒人警官。前作に登場するマービンと同一人物。
西側オフィスの個室内で昏睡状態に陥っており、すでに手の施しようがない致命傷を負っている。
『THE MERCENARIES OPERATION MAD JACKAL』では、生存者として登場する。前半のステージで登場する生存者の中で、救出場所が最も遠い。

### S.T.A.R.S.アルファーチーム
ブラッド・ヴィッカース（Brad Vickers）
S.T.A.R.S.のメンバー。
臆病な性格ゆえに、洋館事件後は他のメンバーと距離を置いており、ラクーンシティで恨み節を呟きながら細々と生活していた。
街にあるバーで再会したジルと会話して別れた後に追跡者の襲撃を受け、R.P.D.を訪れたジルの眼前で頭部を触手の串刺しにされ、絶命する。その際に高濃度のT-ウィルスに二次感染し、ジルの立ち去った後にはゾンビ化してしまう（ゾンビ化した姿は『2』に登場）。
『THE MERCENARIES OPERATION MAD JACKAL』では、生存者として登場する。生存時間がダリオの2倍弱と短いため、他の生存者よりも救出難度が高い。
バリー・バートン（Barry Burton）
S.T.A.R.S.のメンバー。
ジルの仲間であり、家族の亡命の手続きのためにしばらくラクーンシティを離れていた。エンディングによっては、「洋館事件」の恩人でもあるジルの救出のためにヘリを駆り、ラクーンシティへ向かう。

## 登場クリーチャー

### 二次感染で誕生した生物
ゾンビ（Zombie）
アンブレラの開発した生物兵器「T-ウイルス」に感染した人間の成れの果て。
本作では前作以上に種類が増加しており、婦警や肥満体も登場する。行動に関しても、歩くテンポが独特であったり、主人公に向かってきながら突然そっぽを向くなど、特徴的な動きが目立つ。
走りゾンビ
今作のみ登場するゾンビの一種。
移動が異常に速いのが特徴。名前通り走りだしたり(突然)、突然ドアを突き破るなどという行動を取るアクティブ系ゾンビとなっている。
ゾンビ犬（Zombie Dog）
T-ウイルスに感染した警察署のドーベルマン。
生前と変わらぬ素早い動きでプレイヤーに襲い掛かる。場所によっては屍体の肉を貪っている時があり、その時はプレイヤーに気づかないこともある。
カラス（Crow）
市内全域に生息していたカラス。
感染者の死体などを食したことで二次感染した。ついばみ攻撃が主。
大クモ（Giant Spider）
ウィルスによる突然変異で巨大化した毒グモ。
時計塔などに生息している。雌雄の区別があり、メスは倒し方によって、腹部から小クモがわき出てくる。
小クモ（Baby Spider）
メスの大グモを倒すと大量に出現する。
小グモといっても体長20センチほどあり、脚に咬み付いてくる。
時計塔の書斎では通常のクリーチャーとして出現する場合があり、倒しても部屋を出入りすると再度出現する。
ドレインディモス（Drain Deimos）
ラクーンシティの大規模なバイオハザードの最中に生まれた突然変異生物。
元はノミのように小さな寄生昆虫。
名前は飲み干すの意味がある「Drain」にギリシャ神話の恐怖の神「デイモス」を合わせたもので、「脳脊椎液を飲み干す恐怖の怪物」という食性からくる名前となる。
T-ウイルスに感染した生物から吸血したことで二次感染し、急速に脱皮と変態を繰り返して人間のような体型と体躯を獲得した。十分な養分を得るとメス化して、単独で産卵や繁殖を行う事ができる。暗く湿った場所に潜み、普段は壁や天井を這い回り、人間を発見すると前足のカギ爪で攻撃する。獲物を食らう際は獲物に組み付いて喉に口吻を突き立てて脳脊髄液を吸い上げる。
ブレインサッカー（Brain Sucker）
元々はドレインディモスと同じノミの一種であったが、寄生していた生物が異なったため、別のクリーチャーになった。
名前のBrainは「脳髄」、suckerは「吸うもの」であり、直訳で「脳髄を吸うモノ」となり、食性からついた名前となっている。
緑色の身体と2つの頭部を持ち、2体の生物が絡み合ったような醜悪な外見になっている。
ドレインディモスに似た性質を持つが、こちらは生物の脳が主な食物。2つの頭から2本ずつ舌を伸ばし、頭蓋骨をこじ開けて脳髄を食らう。毒液を飛ばす攻撃方法も持つ。二体が絡み合ったような体躯だからか、ドレインディモスよりも2足歩行で走り寄る距離が長い。
幼虫（Larva）
ドレインディモスやブレインサッカーの卵から孵化したクリーチャー。
母体が違っても幼虫に差はない。飛びついて攻撃してくるが、小さいので上を通過するだけで踏み潰して倒せる。
グレイブディガー（Grave Digger）
アンブレラの研究所からの廃棄物に汚染された土壌にT-ウイルスが浸透したことで、そこに生息するミミズが突然変異を起こして生まれたクリーチャー。その全長は10mにも及ぶ。
名前のGraveは「墓穴」、Diggerは「掘るもの」という意味を持ち、合わせて「墓穴を掘るもの」という意味で埋葬された土中の死体を食らっていた事が由来となっている。
ラクーン公園内の墓地で、ウィルスに感染して大量死し、火葬されないまま急ぎ埋葬された人間の遺体を餌にしていた。そうして十分な養分を得ると、1度に数百個単位で卵を生み出す。
コンクリートをも噛み砕く4本の牙で地中を掘り進み、ダウンタウンの地下からラクーン公園まで広い範囲を持つ。2度遭遇し、最初の遭遇時は脱皮直後のため白い体色であるが、2度目の遭遇時は汚泥の如き茶色に変色。土中を進むために変化した皮膚は高い強度を持ち、口腔内へ攻撃しないとまともなダメージを与えられないが、1度目の遭遇時は逃げることが可能。しかし撃退しておけば2度目の戦闘で通常より体力が低くなった状態で戦える利点がある。また、一定時間が経過した後に倒れかけた電灯を攻撃すれば、感電させて弾薬を消費せずに倒すこともできる。
スライディングワーム（Sliding Worm）
グレイブディガーが生んだ卵から孵化した幼体。
体長は1mほどで、形状はグレイブディガーとさほど変わらない。
獲物を発見すると集団で襲いかかり、1度に数リットルもの血液を吸い上げる。そうして脱皮と変態を繰り返し、約1週間で巨大な成虫に変化。耐久力は低いが、水路のエリアでは倒しても部屋を出入りすれば再度出現する。

### 生物兵器B.O.W.
ハンターβ（Hunter β）
アークレイ研究所によって開発された戦闘用B.O.W.「ハンター」をα型として、さらなる遺伝子改造で開発されたB.O.W.。開発ナンバーはMA-121β。
商品化前に実戦データを得るため、20体ほどがラクーンシティに送り込まれた。頭部から肩にかけて赤い肉腫に覆われた醜悪な姿で、右腕もやや退化しているために攻撃力はα型より若干劣るが、神経系の改良によって銃弾を回避するほどの反射速度を獲得している。本作のハンターは他の亜種とは異なり、β・γ共に硫酸弾よりも火炎弾の方が効果が高い。また、βの「首狩り」は首が吹き飛ばず、激しい出血描写のみとなっている。
ハンターγ（Hunter γ）
アンブレラ・ヨーロッパ研究所によって開発されたハンターの亜種で、開発ナンバーはMA-124γ。
従来の人間ベースの製造法とは異なり、両生類の受精卵に人間のDNAを組み込んで創り出された。開発チーム内では「フロッガー」と呼ばれており、その名の通りカエルを思わせる大きな口で獲物を飲み込み、強力な消化器官で絶命させる「丸呑み」攻撃を行う。知能も他のタイプと遜色ないが、両生類ベースゆえに乾燥に弱く汎用性に欠けるという欠点を持つ。目が消失しているために視覚を持たないが発達した聴覚を持ち、公園の池などに潜んで獲物の足音を察知すると襲いかかる（ただし、ゲーム内では正面の相手しか認識しない）。
追跡者/ネメシス-T型（Nemesis type-T）
アンブレラ最強のB.O.W.「タイラント」をベースに、「ネメシス」と呼ばれる寄生生物を移植して生み出されたB.O.W.。
ネメシス（通称「NE-α」）は、T-ウィルスを用いて開発されたB.O.W.の共通の欠点である「知能の低下による不安定な制御」を克服するために開発された。他の生物に寄生することでその知能を支配し、高度な戦闘能力を発揮する。副作用としては、タイラントの皮膚がケロイド状へ変化することから、タイラントの本来の用途でもある潜入任務には適さない醜悪な外観となることが挙げられるが、より高度な命令を理解して武器の使用さえ可能となるうえ、再生能力が強化されたことでダメージによる暴走の危険も減少する点は重要視される。しかし、2つの生物が不安定に融合した状態でもあるため、ダメージの過度の蓄積によって生じる超回復は肉体に急速な異形化をもたらしてゆく。
第1形態
追跡者の最初の姿。ラクーン警察署の正門前に現れ、遭遇したブラッドを殺害してジルに襲いかかる。
人間を大きく上回る巨体を持ち、鼻や耳などの凹凸が存在しない頭部は筋肉が剥き出しのようになっており、右目は大きな縫合跡で潰されている。従来のタイラントと同様に高速で接近しながらの打撃を得意とするほか、右腕に隠されたネメシスの触手を槍のように突き出し、攻撃と同時に相手をT-ウィルスに感染させる。また、グレネードランチャー程度の弾速ならば回避するほどの反射速度を持つ。さらに、ロケットランチャーを携帯していることもあり、飛行中のヘリコプターを一発で撃墜する正確な射撃能力を見せる。全身を包む黒色のコートは防弾・対爆仕様で、暴走を抑える拘束具の役割も持つ。
第2形態
激しい戦闘を経てコートの上半身部分を失い、拘束から解き放たれたネメシス本体が異常成長を開始した状態。
延髄付近に寄生したネメシスが巨大化したことで耐久力が上昇し、タイラントの内部に張り巡らせた触手も肥大して皮膚を突き破り、体外に露出している。特に右腕の変化が顕著で、武器の使用はできなくなったものの、右腕の触手を鞭のように振り回す。しかし、その動作は大振りであって避けやすく、普通にプレイしていればこの時点でのジルは強力な武器を所持しているため、戦いやすい。
第3形態
さらなる戦闘に加え、研究所の廃棄物処理に巻き込まれて肉体の大部分を失い、生存本能が増大して暴走した状態。
タイラントとネメシスの各細胞が肉体の主導権を巡って複雑に絡み合った結果、原形を留めない巨大で醜悪な怪物への変貌を遂げた。画面では判別し辛いが背中からは肋骨が突き出ており、全身が仰向けになった状態で四足歩行している。欠損した手足は異常発達した触手で代用され、頭部は捕食や養分摂取を優先するため、ネメシス自体が鋭い牙を持つ消化器官に変化した。移動速度は遅いが、体内には研究所の廃液から取り込まれた毒素が蓄積しており、これを吐き出したり背中の水胞から強酸性の膿として周囲に撒き散らしたりする。生命力は極めて高く、完全に倒すにはアメリカ軍が持ち込んだ巨大レールキャノン「パラケルススの魔剣」を用いる必要がある。

## 移植版
本作では複数の移植版が発売されており、 このうちWindows版とDC版には海外版難易度のアレンジモードが追加され、国内版のオリジナルモードと選択できるようになっている。また、Windows版とDC版は最初から隠しコスチュームが使えるようになっており、それぞれに独自の隠しコスチュームが収録されている。
- 『バイオハザード3 LAST ESCAPE』（Windows 95/98）2000年6月16日発売[16][17]
  - 『2』と異なり、キャラクターやオブジェクトのテクスチャマッピングは見直されておらず、PlayStation版と同様の荒いままとなっている。発売当時は、『THE MERCENARIES』をクリア後にインターネット上の専用サーバへ接続することで、そのスコアを他プレイヤーと競える仕様になっていた。
  - 2006年4月28日には、Windows 2000/XPに対応した廉価版が発売されている[18][19]。
- 『バイオハザード3 LAST ESCAPE』（ドリームキャスト）2000年11月16日発売[20]
  - Windows版の追加要素のほか、『THE MERCENARIES』のクリア後には、スコアランキングをネットワークを通じて公開できる仕様となっていた[21]。背景やキャラクターのグラフィックは、描き込みの細かさが進化している。ゲーム開始時には、PS版やPC版の隠しコスチュームを含む8種類を自由に選択できる[22]。
- 『バイオハザード3 LAST ESCAPE』（ニンテンドー ゲームキューブ）2003年1月23日発売[23]
- 『バイオハザード3 LAST ESCAPE』（PlayStation Network）2008年（日本）/2009年（北米）[24]

## ゲームの舞台
今作も前作同様ラクーンシティが舞台となる。しかし、警察署など一部の施設のみを探索した前作とは異なり、今作では広大な市街地を行き来して様々な施設・店舗を探索することになる。そのため、マップは前作より格段に広く、キーアイテムも広範囲に散らばって配置されている。

### ラクーンシティ南部
物語前半の探索エリア。
アップタウン
警察署の南側の市街地。ブディックや製薬会社の営業所、バーなどがある。営業所に続く通路は火災が発生しており、あるキーアイテムを入手するまで通行できない。
警察署
前作の舞台と同じ警察署。ただし、今作では多くの扉がバリケードで封鎖されており、前作より限られたエリアしか探索できない。
S.T.A.R.Sオフィスにあるジルの机からキーピックを入手することが目的となる。
ダウンタウン
警察署の北側の市街地。シティホールや新聞社、レストラン、変電所、路面電車駅など多くの施設・店がある。
路面電車の修理に必要な4つのキーアイテムを集めることが目的となる。ただし、4つのうち1つだけアップタウンにあるため、一度アップタウンまで戻る必要がある。

### ラクーンシティ北部
物語後半の探索エリア。
時計塔
ラクーンシティの北部にある大きな時計塔で、通称「セント・ミカエル時計塔」。最上階にある時計の装置を動かすのが目的となる。
病院
時計塔の隣にあるラクーンシティ総合病院。このエリアのみ、カルロスを操作して探索する。ウイルスに冒されたジルを治療するためのワクチンを入手することが目的となる。
なお、地下にはハンターγ2体が培養カプセルに保管されているが、これは病院スタッフがワクチン開発のため命がけで捕獲したものであり、病院自体はアンブレラの暗部に関わっていない。
公園
時計塔の北にあるラクーン市立公園。墓地が隣接している。ジル復活後に探索する。廃工場へ続く通路の扉が施錠されており、その鍵を探し出すのが目的となる。
廃工場（処理施設）
公園の川向いにある工場。アンブレラ社の研究施設の一部であり、入口を廃工場として偽装している。地下研究所から出る有害物質の処理などを行っている。

## 制作

### 企画
前作発売後、カプコン社内では『バイオハザード』を題材とした複数のプロジェクトが進められており、このうち神谷英樹が率いるチームの企画が第3作になる予定であった。
本作のシナリオを担当した川村泰久によると、当初は豪華客船を舞台に、ハンクによるG-ウイルスの奪還が物語の軸となる予定であったとされている。ところが、ソニーがPlayStation 2を発表したため、カプコンはこのアイデアでPS用ソフトとして開発するのには時間が足りないと判断し、プロジェクトは中止となった。カプコンとしては新作を出すまでに何年も間をあけるわけにはいかないため、青山和弘率いるチームによるスピンオフの企画を第3作目とし、神谷のチームには『バイオハザード4』の企画に参加してもらった。この企画は当初、ウイルスの蔓延するラクーンシティから脱出を描く予定であり、新キャラクターが主人公となる予定であった。
本作は初期2作の間の出来事を描いていることから、「バイオハザード1.9」と呼ばれ、お蔵入りとなった『バイオハザード1.5』の素材も流用されていた。ところが、カプコンの判断により、主人公はジル・バレンタインに変更された。ジルが選ばれた理由は、クリスとクレアは別のチームが開発していたドリームキャスト版『バイオハザード CODE:Veronica』に登場していたため、他にふさわしい者がいなかったためとされている。
企画の代表者である青山をはじめ、チームには経験の少ないスタッフが参加しており、脚本を務めた川村も『バイオハザード』に触れた経験がほとんどなかったため、『1』をプレイして世界観を理解してから執筆に臨んだ。また、初期2作とのつじつまを合わせるため、シナリオを手掛けたフラグシップがシナリオの校正や監修を務め、毎月開かれるすべてのディレクターとプロデューサーを集めた会議の中で問題点の洗い出しが行われた。青山は公式ホームページの開発者インタビューの中で、会社側の開発方針が二転三転して苦労したと振り返っている。
なお、青山たちの企画と並行して進められていたドリームキャスト版『バイオハザード CODE:Veronica』は、『2』の後に起きた出来事を題材としているものの、「『バイオハザード』シリーズは、PlayStationとともに育ってきた」という理由で、ナンバリングタイトルにはならなかった。

### 開発
当初、本作の開発チームは20人程度であったが、発売日間近の時点では4-50人に増えた。
本作のゲームエンジンには初期2作と同様のものが使われた。初期2作が2人の主人公のシナリオを収録していたのに対し、本作では1人分しか収録できなかったことから、プレイフィールを向上させるため、制限時間内に主人公の危機への対処を選択させる「ライブセレクション」が導入された。また、本作は繰り返して遊べるゲームを目指しており、本編と関連するミニゲーム「MERCENARIES」が収録された。
本作の開発期間は1年と短いうえ、当時の開発チームには繊細で美麗なグラフィックを作るために必要な3DCGの技術を持ち合わせていなかったため、背景は2Dプリレンダリングで描かれた一方、敵キャラクターなどは3Dポリゴンで描かれた。プロジェクトのスーパーバイザーを務めた岡本吉起は敵キャラクター用のポリゴンの数が限られていたことを認め、カクカクしたゾンビが出来上がるのを避けたかったとメディアとの取材の中で述べている。また、2020年のリメイク版『バイオハザード RE:3』の発売前インタビューでも、スタッフはもっとたくさんのゾンビを登場させたいとの要望から、『2』まで180くらいであった個々のポリゴン数を『3』では120くらいまで減らしていた旨を述べている。
ジルはセクシーさを表現するという方針のもと、当時のポリゴン数の制約から、チューブトップにミニスカートという突き抜けたデザインとなり、同様の理由からカルロスも「軟弱な若造」というイメージを表現するため、童顔ともとれるデザインとなった。
主人公たちを追い詰めるネメシスは映画『ターミネーター2』に登場するT-1000がモデルとなっており、本作の海外版『Resident Evil 3: Nemesis』ではタイトルキャラクターとなった。三上はPS Magzineとのインタビューの中で、「私は、疑心暗鬼の状態が続くような、新しいタイプの恐怖を取り入れたいと考えていました。ネメシスはまさにそういう感じです。最初に姿を現した直後、姿を消すことにより、プレイヤーは次が来るんじゃないかとドキドキし、追い詰められた気分になるでしょう。」（"I wanted to introduce a new kind of fear into the game, a persistent feeling of paranoia. The Nemesis brings that on in spades. When it disappears after the first confrontation, you live in constant dread of the next attack. The idea is to make you feel like you're being stalked."）と述べている。
様々な環境を作るため、ラクーンシティの市街地が選ばれ、カプコンもアクションゲーム寄りのプレイスタイルにするためにこの方針を選んだと述べ、緊急回避の導入など、初期2作にはない要素が組み込まれた。さらに、爆発物入りの樽などを撃って敵にダメージを与えるなど、プレイヤーが周囲の環境を利用できるようになったことに加え、ゾンビの種類も増え、警察官や一般市民などのゾンビが追加された。
以上のことに加え、同時に9体までの敵を出現させることができるようになった。また、AIの向上により、敵が自由に階段を昇降しながらプレイヤーを追いかけられるようになった。
初期2作では「怖くて面白いが難しい」という意見がプレイヤーから寄せられていたため、一度は画面に対して前後左右の方向に入力する方式を導入することも検討されたが、ナンバリングシリーズの中で操作方法を変更するとプレイヤーが混乱する恐れがあったことから、操作方法の大幅な変更は見送られた。

## 広報・販売
本作は1999年3月の東京ゲームショウにて情報が公開された。同年のElectronic Entertainment Expoでは試遊版が出展されたが、この試遊版には緊急回避は実装されていなかった。
発売に先駆け、カプコンは、『2』のNINTENDO 64版とあわせて、本作と『ディノクライシス』の販促キャンペーンを展開した。

このキャンペーンは、テレビや印刷媒体、さらには店頭でのPRなどを中心に展開され、2000万USドルが費やされた。

また、本作よりも前にアメリカ合衆国で発売された『ディノクライシス』には、本作のデモ版が収録されている。
1999年9月22日、2枚組のサウンドトラックが発売された。
本作は、1999年9月22日にPlayStation用ソフトとして日本で発売され、同年11月にはアメリカでも発売された。このうちアメリカ版には『ディノクライシス』のデモ版が収録されている。また、2000年2月21日にはヨーロッパに向けて発売された。
さらに、同年にはS・D・ペリーによるノベライズ版が発売され、日本では『バイオハザード5 追跡者ネメシス』という題名で2005年に発売された。

## 反響

### 売上
本作は10月上旬の時点で全世界で100万枚以上を売り上げ。同年11月前半にはアメリカ合衆国のPS用売上ランキングで2週連続首位を記録したとNPDが伝えている。
またイギリスにおいてもベストセラーとなり、 20万枚を超える売り上げをたたき出したことから 、Entertainment and Leisure Software Publishers Associationからゴールド認定を受けた。
カプコンによると、2008年5月時点において、本作のPlayStation版の売り上げは350万枚とされている。
移植版のうち、北米におけるゲームキューブ版は2003年11月の時点で41,395 枚を売り上げた。

## 評価
PlayStation用ソフトとして発売された本作は、批評家たちから絶賛された。
Upon its release on the PlayStation console, Resident Evil 3 received very positive reviews from critics.
GameSpotの編集者・ジェームズ・ミールク（James Mielke）は、グラフィックとプレイの面において洗練されていると評価している。
Official UK PlayStation Magazineは本作を「伝統と最先端の融合」（ "a modern-day classic"）と呼び、リアリティのある世界観や、そこに息づく敵キャラクターたち、そしてスプロール的都市であるラクーンシティの景観が、難しいパズルを引き立てていると締めくくっている。
Computer and Video Games (CVG) は、本作について、初期2作の良いところを取り入れつつも、わくわくするような新しい要素を取り入れることに成功したと評価している。エッジも、「初期2作と似たようなところはあるものの、わくわくするような内容である。『MERCENARIES』も収録する価値がある」と同様の評価を寄せている。
IGNの編集者はダグ・ペリーは、「壊れた車、ごみやがれき、徹底的に破壊された街並み、そして割れたガラスといったものが郊外に散らばっている様子が、最悪の状況を描き出している」（"Crashed cars, rubbish and rubble, totally destroyed city streets, and scattered broken glass and debris, all are housed in a suburban area that truly looks devastated in the worst possible way."）と、プリレンダリングされた背景が繊細で陰鬱なビジュアルを醸し出していると評価している。
The game's pre-rendered backgrounds were credited for their rich details and dismal art style. According to IGN editor Doug Perry,
GameSpotは主人公ジルのデザインが第一作の角ばった感じから飛躍的に改善されたと評価している。
本作の音楽や効果音の使い方についても肯定的な評価を得ており、GameProは「見えないように隠れていても、音で分かってしまうところが、アクションゲームとしての熱気を保っている」と評価している。
また、追跡者ことネメシスも同じく高い評価を得ており、 Official UK PlayStation Magazine は初めて遭遇した時は衝撃を受けたと評価し、CVGもその神出鬼没ぶりからプレイヤーが正気を保てないほどテンションが上がってしまうだろうと述べている。

GameSpotはライブセレクションは何度でも遊びたくなるような要素の一つであるとしつつも、主人公が2人いた『2』と比べると物語が短すぎると指摘している。IGNはライブセレクションについて、ゲームのスピードを上げたり、次の展開が分岐する決定を強いられるところが良いと評価している。

また、IGNはクイックターンと緊急回避についても評価し、本作における必須要素だとしている。一方Official US PlayStation Magazine は緊急回避はタイミングに左右されることからあまり役に立っていないと述べており、使ったところでプレイヤーが損をするだけだとしている。
このほかにも、 Official U.S. PlayStation Magazineと Game Revolutionは声優の演技の質に問題があると指摘し、Next Generation は初期2作と同じような敵が出てくるため、初期2作をプレイ済みのプレイヤーにとっては少し退屈かもしれないと述べている.。
移植版に対する評価は機種によって評価が分かれた。Win版についてはキーボードとマウスによる入力方法に対応しきれていないため、プレイヤーが好きな時にセーブしにくいという指摘が寄せられた。
また、ドリームキャスト版については、プリレンダリングされた背景があまりきれいに表示されないため、PlayStation版よりも見劣りするという指摘が寄せられた。CVGはドリームキャスト版について肯定的に評価する一方、『CODE:Veronica』との落差が激しいとも述べている。
ゲームキューブ版については評価が分かれており、高い販売価格の割にグラフィックが時代遅れであるという指摘が寄せられた。
AllGameは、ゲームキューブ版についてあまり手ごろな価格ではなく、消費者が2002年に発売されたリメイク版『biohazard』と誤解するおそれがあると指摘している。
GameProはゲームキューブ版のグラフィックについて、リメイク版『biohazard』や『バイオハザード0』ほどではないとしている
本作はGameSpotが主催する1999 Adventure Game of the Yearにおいて次点となった。